# (13674) Bourge
Pour les articles homonymes, voir Bourge.
(13674) Bourge est un astéroïde de la ceinture principale. Sa dénomination provisoire fut 1997 MJ2. Il a été découvert le 30 juin 1997 par l'observatoire de la Côte d'Azur.
Il est nommé d'après Pierre Bourge, astronome français.